# Rajić (Bjelovar)
Pour les articles homonymes, voir Rajić.
Rajić est un village appartenant à la municipalité de Bjelovar et située dans le comitat de Bjelovar-Bilogora en Croatie. En 2021, le village compte 181 habitants.